# 寺田千代乃
寺田 千代乃（てらだ ちよの、1947年（昭和22年）1月8日 - ）は、日本の実業家。
アート引越センターの創業者であり、創業当初から社長を務め、現在は名誉会長を務めている。「引越サービス業」の生みの親あるいは育ての親と呼ばれることもある。

## 人物
社長として顧客負担の軽減をビジネスにつなげるアイディアで、引越業界にさまざまなサービスを導入してきた。その例に、荷造り・荷解きの代行、手続きをまとめて行える「ワンストップサービス」、企業向け転勤支援システム「ARTist2」など。電話番号をおぼえやすい「0123」にする、PRキャラクターに「ドラえもん」を採用するなどにより認知を広げてきた。
また女性経済人として、2002年 - 2004年は関西経済同友会代表幹事を務め、2005年5月には、関西経済連合会副会長に就任した。平城遷都1300年記念事業協会顧問。

## 略歴
- 1947年、神戸市に生まれる。
- 1962年、大阪市立今宮中学校卒業。
- 1968年、大阪府で夫の寺田寿男と共に寺田運輸株式会社を設立（区域貨物運送事業）。
- 1976年、アート引越センターを寺田運輸社内で創業（引越事業）。
- 1977年、アート引越センター株式会社を設立し、社長に就任する。
- 1990年、アート引越センターをアートコーポレーション株式会社に社名変更[注 1]。
- 2002年 - 2004年、関西経済同友会代表幹事（女性としては初めて）。
- 2004年10月、東証2部、大証2部にアートコーポレーションの株式を上場。
- 2005年5月、関西経済連合会の副会長に就任（女性としては初めて）。内閣府イノベーション25戦略会議メンバーに就任。
- 2007年8月、日本ユニセフ協会大阪支部理事に就任。日本ユニセフ協会では児童ポルノ撲滅に力を入れている。
- 2017年5月、日本高校野球連盟理事に就任（女性としては初めて）。
- 2019年5月、7期14年間務めた関西経済連合会副会長を退任。
- 2019年12月、アートコーポレーション株式会社社長を退任し、名誉会長に就任[3]。
- 2020年6月、住友不動産監査役[4]。
- 2023年6月、住友不動産取締役。

## 馬主活動と主な所有馬

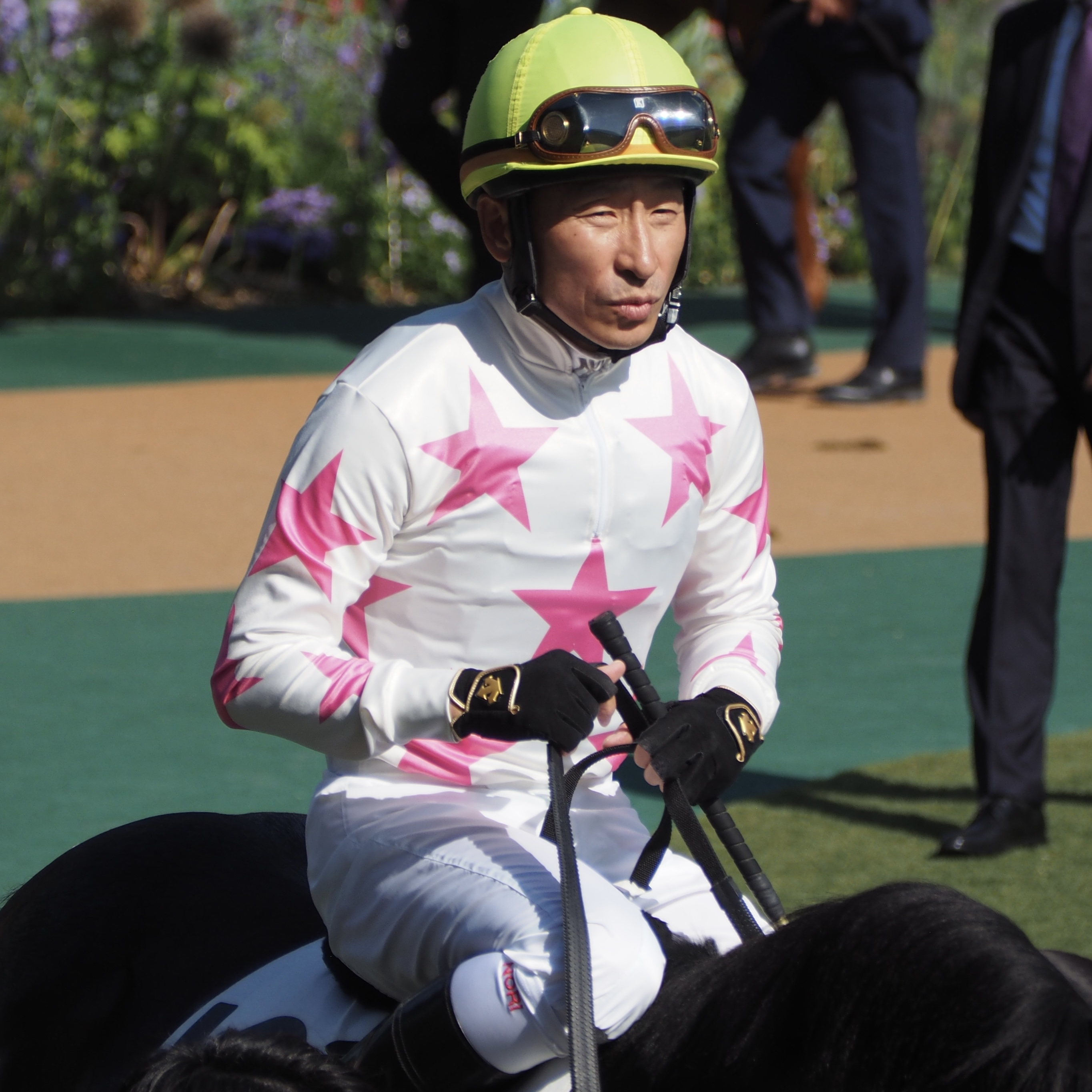
寺田の勝負服を着用した横山典弘

日本中央競馬会（JRA）に登録する馬主としても知られる。勝負服の柄は白、桃星散、冠名には「ディア」や「マテンロウ」を用いる。所有馬の鞍上には横山典弘を据えることが多い。
夫の寿男も馬主であり、2001年のダービーグランプリを制したムガムチュウなどを所有している。

### 主な所有馬
重賞競走優勝馬
- ディアチャンス（2007年マーメイドステークス）
- ミスパンテール（2017年ターコイズステークス、2018年京都牝馬ステークス、阪神牝馬ステークス、ターコイズステークス）
- マイスタイル（2019年函館記念）
- リオンリオン（2019年青葉賞、セントライト記念）
- マテンロウオリオン（2022年シンザン記念、NHKマイルカップ2着）
- マテンロウレオ（2022年きさらぎ賞）
- マテンロウスカイ（2024年中山記念）
- マテンロウコマンド（2025年兵庫チャンピオンシップ）

その他の所有馬
- ディアマジェスティ（2011年イルミネーションジャンプステークス、中山大障害2着、2012年春麗ジャンプステークス）

## 関連図書
- 『寺田千代乃と401人の戦士たち―アート引越センター超高速成長の秘密』藤本健二(著) サンケイ出版  ISBN 4383023045  (1984/01) （絶版）